# Priorato de Burwell

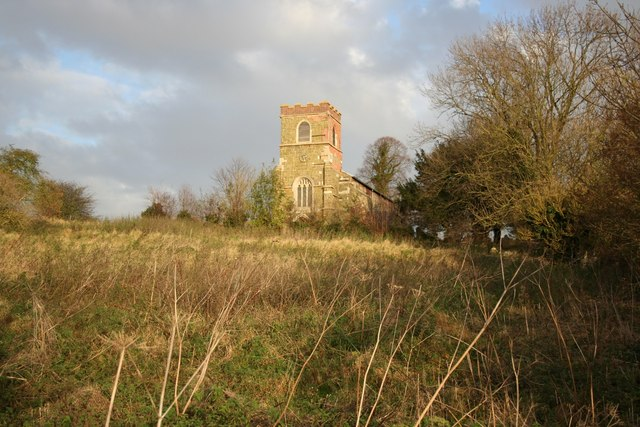
La iglesia Saint-Michel, a Burwell. El campo del primer plano muestra aproximadamente la posición de los trabajos de excavaciones mencionados en la lista de Pastscape sobre el probable emplazamiento del priorato

El priorato de Burwell es un priorato ubicado en la villa de Burwell, en Lincolnshire, Inglaterra.
El priorato estuvo construido para frailes del Orden de San Benito, en los alrededores de 1110 por Angot de Burwell, que dirigió su carta a Robert, Obispo de Lincoln (1094-1123)
La abadía "madre" del priorato era la Abadía de la Selva Mayor, en Aquitania, que en aquellos tiempos estaba gobernada por los reyes de Inglaterra. Al regreso de una peregrinación a Santiago de Compostela, Angot de Burwell estuvo albergado en la Selva Mayor; fue tocado así por la caridad y la bondad de los frailes a los que expresó su reconocimiento haciéndoles donación del priorato de Burwell y de sus dependencias. Una bula del Papa Lucio III confirma las posesiones del priorato de Burwell, indicando que los frailes tenían necesidad de estar refrendados en sus derechos de propiedad.
Cuando Inglaterra y Francia estaban entrando en guerra, el priorato estuvo amenazado y fue retomado, en 1337, y nuevamente en 1342, pero restituido cuando el priorato juró fidelidad al Rey. No obstante, en 1386, el priorato ha sido nuevamente retomado; el final de la guerra significaba que estaba considerado como un priorato extranjero. A la muerte del prior Pierre de Monte Ardito en 1427, el priorato se encontraba en un estado desastroso, fue destruido y sus tierras donadas a la orden de Tattershall.
Luego, las tierras fueron atribuidas a Charles Brandon, 1.º Duque de Suffolk.

## Los priores de Burwell
Esta lista está adaptada desde la historia del condado de Victoria, se referencia.
- Gilbert, presente antes 1150
- Adam, hacia el siglo XIII
- Amfred, fallecido en 1293
- Peter Pelata, investido en 1293, muerto en 1314
- Jean de Louth, de 1314 a 1317
- Hugh de Vallibus, investido 1317
- John de Ponte, investido en 1324, y fallecido en 1344
- William Arnold de Calhavet, investido en 1344
- Pierre de Sube Ardito, investido en 1403, muerto en 1418
- Hugues de Lespurassa, investido en 1418
- Pierre de Sube Ardito de Acquietan, muerto en 1427